# Hileithia rhealis
Hileithia rhealis is een vlinder uit de familie van de grasmotten (Crambidae), uit de onderfamilie van de Spilomelinae. De wetenschappelijke naam van deze soort is voor het eerst gepubliceerd in 1895 door Herbert Druce.
De soort komt voor in Mexico.